# Alpski škrbavac
Alpski škrbavac (kosmatulja, planinska pilica, sausureja; lat. Saussurea), veliki biljni rod iz porodice glavočika kojemu pripada preko 460 priznatih vrsta trajnica. U Hrvatskoj raste dvobojna kosmatulja ili pilica (S. discolor).

## Vrste
1. Saussurea acromelaena Hand.-Mazz.
2. Saussurea acrophila Diels
3. Saussurea acroura H.A.Cummins
4. Saussurea acuminata Turcz.
5. Saussurea acutisquama Raab-Straube
6. Saussurea aerjingensis K.M.Shen
7. Saussurea ainorum Barkalov
8. Saussurea ajanensis Lipsch.
9. Saussurea alaschanica Maxim.
10. Saussurea alata DC.
11. Saussurea alatipes Hemsl.
12. Saussurea alberti Regel & C.Winkl.
13. Saussurea alpina DC.
14. Saussurea amabilis Kitam.
15. Saussurea amara (L.) DC.
16. Saussurea americana Eaton
17. Saussurea amurensis Turcz. ex DC.
18. Saussurea andoana Kadota
19. Saussurea andryaloides (DC.) Sch.Bip.
20. Saussurea angustifolia (L.) DC.
21. Saussurea apus Maxim.
22. Saussurea arctecapitulata Lipsch.
23. Saussurea arenaria Maxim.
24. Saussurea aster Hemsl.
25. Saussurea atkinsonii C.B.Clarke
26. Saussurea atrata W.E.Evans
27. Saussurea baicalensis B.L.Rob.
28. Saussurea baoxingensis Y.S.Chen
29. Saussurea baroniana Diels
30. Saussurea bartholomewii S.W.Liu & T.N.Ho
31. Saussurea bella Y.Ling
32. Saussurea bhutkesh Fujikawa & H.Ohba
33. Saussurea bijiangensis Y.L.Chen ex B.Q.Xu, N.H.Xia & G.Hao
34. Saussurea blanda Schrenk
35. Saussurea brachycephala Franch.
36. Saussurea brachylepis Hand.-Mazz.
37. Saussurea bracteata Decne.
38. Saussurea brunneopilosa Hand.-Mazz.
39. Saussurea bullata W.W.Sm.
40. Saussurea bullockii Dunn
41. Saussurea caespitans Iljin
42. Saussurea caespitosa (DC.) Wall. ex Sch.Bip.
43. Saussurea calcicola Nakai
44. Saussurea cana Ledeb.
45. Saussurea candolleana (DC.) Wall. ex Sch. Bip.
46. Saussurea canescens C.Winkl.
47. Saussurea caprifolia Iljin & Zaprjag.
48. Saussurea carduiformis Franch.
49. Saussurea catharinae Lipsch.
50. Saussurea caudata Franch.
51. Saussurea cauloptera Hand.-Mazz.
52. Saussurea centauroides Tausch
53. Saussurea centiloba Hand.-Mazz.
54. Saussurea ceterach Hand.-Mazz.
55. Saussurea ceterachifolia Lipsch.
56. Saussurea chabyoungsanica Im
57. Saussurea chamarensis Peschkova
58. Saussurea chetchozensis Franch.
59. Saussurea chinensis (Maxim.) Lipsch.
60. Saussurea chingiana Hand.-Mazz.
61. Saussurea chinnampoensis H.Lév. & Vaniot
62. Saussurea chionophylla Takeda
63. Saussurea chondrilloides C.Winkl.
64. Saussurea chrysotricha Ludlow
65. Saussurea ciliaris Franch.
66. Saussurea cinerea Franch.
67. Saussurea cochlearifolia Y.L.Chen & S.Yun Liang
68. Saussurea colpodes Y.L.Chen & S.Yun Liang
69. Saussurea columnaris Hand.-Mazz.
70. Saussurea compta Franch.
71. Saussurea conaensis (S.W.Liu) Fujikawa & H.Ohba
72. Saussurea congesta Turcz. ex DC.
73. Saussurea controversa DC.
74. Saussurea conyzoides Hemsl.
75. Saussurea cordifolia Hemsl.
76. Saussurea coriacea Y.L.Chen & S.Yun Liang
77. Saussurea coriolepis Hand.-Mazz.
78. Saussurea coronata Schrenk.
79. Saussurea crupinastrum (Bornm.) Lipsch.
80. Saussurea czichaczevii Maneev & Krasnob.
81. Saussurea daurica Adams
82. Saussurea delavayi Franch.
83. Saussurea denticulata Ledeb.
84. Saussurea depressa Gren.
85. Saussurea depsangensis Pamp.
86. Saussurea deserticola H.C. Fu
87. Saussurea devendrae Pusalkar
88. Saussurea dhwojii Kitam.
89. Saussurea diamantiaca Nakai
90. Saussurea dielsiana Koidz.
91. Saussurea diffusa S.Ju.Lipschitz
92. Saussurea dimorphaea Franch.
93. Saussurea discolor DC.
94. Saussurea dolichopoda Diels
95. Saussurea donkiah C.B.Clarke ex Spring.
96. Saussurea dschungdienensis Hand.-Mazz.
97. Saussurea dubia Freyn
98. Saussurea dzeurensis Franch.
99. Saussurea elata Ledeb.
100. Saussurea elegans Ledeb.
101. Saussurea elliptica C.B.Clarke ex Hook.f.
102. Saussurea elongata DC.
103. Saussurea epilobioides Maxim.
104. Saussurea eriocephala Franch.
105. Saussurea eriophylla Nakai
106. Saussurea eriostemon Wall. ex C.B.Clarke
107. Saussurea erubescens Lipsch.
108. Saussurea esthonica Baer ex Rupr.
109. Saussurea euodonta Diels
110. Saussurea famintziniana Krasn.
111. Saussurea fargesii Franch.
112. Saussurea fauriei Franch.
113. Saussurea fibrosa King ex W.W.Sm.
114. Saussurea filicifolia (Hook.f.) Y.S.Chen
115. Saussurea firma (Kitag.) Kitam.
116. Saussurea fistulosa J.Anthony
117. Saussurea flaccida Ling
118. Saussurea flexuosa Franch.
119. Saussurea foliosa Ledeb.
120. Saussurea franchetii Koidz.
121. Saussurea frondosa Hand.-Mazz.
122. Saussurea fuboensis Kadota
123. Saussurea fulcrata Khokhr. & Vorosch.
124. Saussurea fuscipappa Y.S.Chen
125. Saussurea georgei J.Anthony
126. Saussurea glabrescens (Hand.-Mazz.) Y.S.Chen
127. Saussurea glacialis Herder
128. Saussurea glandulosa Kitam.
129. Saussurea glandulosissima Raab-Straube
130. Saussurea globosa F.H.Chen
131. Saussurea gnaphalodes (Royle ex DC.) Sch.Bip.
132. Saussurea gossipiphora D.Don
133. Saussurea graciliformis Lipsch.
134. Saussurea gracilis Maxim.
135. Saussurea graminea Dunn
136. Saussurea graminifolia Wall.
137. Saussurea grandiceps S.W.Liu
138. Saussurea grandifolia Maxim.
139. Saussurea griffithii Boiss.
140. Saussurea grosseserrata Franch.
141. Saussurea grubovii Lipsch.
142. Saussurea gubanovii Kamelin
143. Saussurea gyacaensis S.W.Liu
144. Saussurea gymnocephala (Y.Ling) Raab-Straube
145. Saussurea haizishanensis B.Q.Xu, G.Hao & N.H.Xia
146. Saussurea hamanakaensis Kadota
147. Saussurea hemsleyi Lipsch.
148. Saussurea hengduanshanensis Raab-Straube
149. Saussurea henryi Hemsl.
150. Saussurea hieracioides Hook.f.
151. Saussurea hookeri C.B.Clarke
152. Saussurea hosoiana Kadota
153. Saussurea huashanensis (Ling) X.Y.Wu
154. Saussurea hultenii Lipsch.
155. Saussurea hwangshanensis Y.Ling
156. Saussurea hybrida Degen & Gáyer
157. Saussurea hylophila Hand.-Mazz.
158. Saussurea hypargyrea Lipsch. & Vved.
159. Saussurea igoschinae Knjaz., A.G.Bystr. & E.V.Bystr.
160. Saussurea inaensis Kitam.
161. Saussurea insularis Kitam.
162. Saussurea integrifolia Hand.-Mazz.
163. Saussurea inversa Raab-Straube
164. Saussurea involucrata (Kar. & Kir.) Sch.Bip.
165. Saussurea iodoleuca Hand.-Mazz.
166. Saussurea iodostegia Hance
167. Saussurea ispajensis Iljin
168. Saussurea italica Pînzaru
169. Saussurea jadrincevii Kryl.
170. Saussurea japonica (Thunb.) DC.
171. Saussurea jurineioides H.C.Fu
172. Saussurea kabadiana Rassulova & B.A.Sharipova
173. Saussurea kamtschatica Barkalov
174. Saussurea kanaii Fujikawa & H.Ohba
175. Saussurea kansuensis Hand.-Mazz.
176. Saussurea kanzanensis Kitam.
177. Saussurea karaartscha Saposhn.
178. Saussurea × karuizawensis Hara
179. Saussurea kaschgarica Rupr.
180. Saussurea katoana Kadota
181. Saussurea katochaete Maxim.
182. Saussurea kawakarpo Raab-Straube
183. Saussurea kenji-horieana Kadota
184. Saussurea kingii J.R.Drumm. ex C.E.C.Fisch.
185. Saussurea kiraisiensis Masam.
186. Saussurea kitamurana Miyabe & Tatew.
187. Saussurea klementzii Lipsch.
188. Saussurea kolesnikovii Khokhryakov & Vorosch.
189. Saussurea komarnitzkii Lipsch.
190. Saussurea komaroviana Lipsch.
191. Saussurea krasnoborovii S.V.Smirn.
192. Saussurea krylovii Schischk. & Serg.
193. Saussurea kubotae Kadota
194. Saussurea kungii Ling
195. Saussurea kurentzoviae Barkalov
196. Saussurea kurilensis Tatew.
197. Saussurea laciniata Ledeb.
198. Saussurea lacostei Danguy
199. Saussurea ladyginii Lipsch.
200. Saussurea laminamaensis Kitam.
201. Saussurea lampsanifolia Franch.
202. Saussurea laneana W.W.Sm.
203. Saussurea laniceps Hand.-Mazz.
204. Saussurea larionowi C.Winkl.
205. Saussurea latifolia Ledeb.
206. Saussurea lavrenkoana Lipsch.
207. Saussurea laxmannii Turcz. ex Besser
208. Saussurea leclerei H.Lév.
209. Saussurea leiocarpa Hand.-Mazz.
210. Saussurea lenensis Popov
211. Saussurea leontodontoides (DC.) Sch.Bip.
212. Saussurea leptolepis Hand.-Mazz.
213. Saussurea leptophylla Hemsl.
214. Saussurea leucoma Diels
215. Saussurea leucophylla Schrenk
216. Saussurea lhunzhubensis Y.L.Chen & S.Yun Liang
217. Saussurea liangshanensis Y.S.Chen
218. Saussurea licentiana Hand.-Mazz.
219. Saussurea limprichtii Diels
220. Saussurea linearifolia Ludlow
221. Saussurea lingulata Franch.
222. Saussurea lipschitzii Filatova
223. Saussurea lomatolepis Lipsch.
224. Saussurea longifolia Franch.
225. Saussurea loriformis W.W.Sm.
226. Saussurea luae Raab-Straube
227. Saussurea lyratifolia Y.L.Chen & S.Yun Liang
228. Saussurea macrolepis (Nakai) Kitam.
229. Saussurea macrota Franch.
230. Saussurea mae H.C.Fu
231. Saussurea malitiosa Maxim.
232. Saussurea manshurica Kom.
233. Saussurea maximowiczii Herder
234. Saussurea medusa Maxim.
235. Saussurea megacephala C.C.Chang ex Y.S.Chen
236. Saussurea megaphylla (X.Y.Wu) Y.S.Chen
237. Saussurea melanotricha Hand.-Mazz.
238. Saussurea merinoi H.Lév.
239. Saussurea micradenia Hand.-Mazz.
240. Saussurea mihokokawakamiana Kadota
241. Saussurea mikeschinii Iljin
242. Saussurea minuta C.Winkl.
243. Saussurea × mirabilis Kitam.
244. Saussurea modesta Kitam.
245. Saussurea mongolica (Franch.) Franch.
246. Saussurea montana J.Anthony
247. Saussurea morifolia F.H.Chen
248. Saussurea morozeviczi B.Fedtsch.
249. Saussurea mucronulata Lipsch.
250. Saussurea muliensis Hand.-Mazz.
251. Saussurea mutabilis Diels
252. Saussurea nagensis C.E.C.Fisch.
253. Saussurea nakagawae Kadota
254. Saussurea namikawae Kitam.
255. Saussurea neichiana Kadota
256. Saussurea nematolepis Y.Ling
257. Saussurea neofranchetii Lipsch.
258. Saussurea neopulchella Lipsch.
259. Saussurea neoserrata Nakai
260. Saussurea nigrescens Maxim.
261. Saussurea nikoensis Franch. & Sav.
262. Saussurea nimborum W.W.Sm.
263. Saussurea ninae Iljin
264. Saussurea nipponica Miq.
265. Saussurea nishiokae Kitam.
266. Saussurea nivea Turcz.
267. Saussurea nuda Ledeb.
268. Saussurea nupuripoensis Miyabe & T.Miyake
269. Saussurea nyalamensis Y.L.Chen & S.Yun Liang
270. Saussurea oblongifolia F.H.Chen
271. Saussurea obscura Lipsch.
272. Saussurea obvallata (DC.) Sch.Bip.
273. Saussurea odontolepis (Herder) Sch.Bip. ex Maxim.
274. Saussurea oligantha Franch.
275. Saussurea oligocephala (Ling) Y.Ling
276. Saussurea orgaadayi Khanm. & Krasnob.
277. Saussurea orientalis (Diels) Raab-Straube
278. Saussurea ovata Benth.
279. Saussurea ovatifolia Y.L.Chen & S.Yun Liang
280. Saussurea pachyneura Franch.
281. Saussurea paleacea Y.L.Chen & S.Yun Liang
282. Saussurea paleata Maxim.
283. Saussurea pantlingiana W.W.Sm.
284. Saussurea parviflora (Poir.) DC.
285. Saussurea paucijuga Y.Ling
286. Saussurea paxiana Diels
287. Saussurea pectinata Bunge ex DC.
288. Saussurea peduncularis Franch.
289. Saussurea pennata Koidz.
290. Saussurea petiolata Kom. ex Lipsch.
291. Saussurea petrovii Lipsch.
292. Saussurea phaeantha Maxim.
293. Saussurea picridifolia (Hand.-Mazz.) Y.S.Chen & Qian Yuan
294. Saussurea pilinophylla Diels
295. Saussurea pinetorum Hand.-Mazz.
296. Saussurea pinnatidentata Lipsch.
297. Saussurea pinnatiphylla Grierson & Spring.
298. Saussurea piptathera Edgew.
299. Saussurea platyphyllaria Ludlow
300. Saussurea platypoda Hand.-Mazz.
301. Saussurea poljakowii Glehn
302. Saussurea polycephala Hand.-Mazz.
303. Saussurea polycolea Hand.-Mazz.
304. Saussurea polygonifolia F.H.Chen
305. Saussurea polypodioides J.Anthony
306. Saussurea polystichoides Hook.f.
307. Saussurea poochlamys Hand.-Mazz.
308. Saussurea popovii Lipsch.
309. Saussurea populifolia Hemsl.
310. Saussurea porcellanea Lipsch.
311. Saussurea porcii Degen
312. Saussurea porphyroleuca Hand.-Mazz.
313. Saussurea pratensis J.Anthony
314. Saussurea pricei N.D.Simpson
315. Saussurea prostrata C.Winkl.
316. Saussurea przewalskii Maxim.
317. Saussurea pseudoalpina N.D.Simpson
318. Saussurea pseudoangustifolia Lipsch.
319. Saussurea pseudoblanda Lipsch. ex Filat
320. Saussurea pseudobullockii Lipsch.
321. Saussurea pseudochondrilloides Rassulova & B.A.Sharipova
322. Saussurea pseudogracilis Kitam.
323. Saussurea pseudograminea Y.F.Wang, G.Z.Du & Y.S.Lian
324. Saussurea pseudomalitiosa Lipsch.
325. Saussurea pseudorockii Y.S.Chen
326. Saussurea pseudosalsa Lipsch.
327. Saussurea pseudosquarrosa Popov & Lipsch.
328. Saussurea pseudotilesii Lipsch.
329. Saussurea pteridophylla Hand.-Mazz.
330. Saussurea pterocaulon Decne.
331. Saussurea pubescens Y.L.Chen & S.Yun Liang
332. Saussurea pubifolia S.W.Liu
333. Saussurea pulchella (Fisch.) Fisch. ex Colla
334. Saussurea pulchra Lipsch.
335. Saussurea pulvinata Maxim.
336. Saussurea pulviniformis C.Winkl.
337. Saussurea pumila C.Winkl.
338. Saussurea purpurascens Y.L.Chen & S.Yun Liang
339. Saussurea pygmaea Spreng.
340. Saussurea qamdoensis Y.S.Chen
341. Saussurea quercifolia W.W.Sm.
342. Saussurea ramosa Lipsch.
343. Saussurea rara Kitam.
344. Saussurea recurvata (Maxim.) Lipsch.
345. Saussurea retroserrata Y.L.Chen & S.Yun Liang
346. Saussurea revjakinae S.V.Smirn.
347. Saussurea riederi Herder
348. Saussurea rigida Ledeb.
349. Saussurea robusta Ledeb.
350. Saussurea rockii J.Anthony
351. Saussurea rolwalingensis Fujikawa & H.Ohba
352. Saussurea romuleifolia Franch.
353. Saussurea rotundifolia F.H.Chen
354. Saussurea roylei (DC.) Sch.Bip.
355. Saussurea runcinata DC.
356. Saussurea sagitta Franch.
357. Saussurea saichanensis Kom. ex Lipsch.
358. Saussurea sajanensis Gudoschn.
359. Saussurea salemanni C.Winkl.
360. Saussurea salicifolia DC.
361. Saussurea saligna Franch.
362. Saussurea salsa Spreng.
363. Saussurea salwinensis J.Anthony
364. Saussurea satowii Kitam.
365. Saussurea sawae Kadota
366. Saussurea saxosa Lipsch.
367. Saussurea scabrida Franch.
368. Saussurea scaposa Franch. & Sav.
369. Saussurea schachimardanica Kamelin
370. Saussurea schanginiana (Wydler) Fisch. ex Herder
371. Saussurea schlagintweitii Klatt
372. Saussurea semiamplexicaulis Lipsch.
373. Saussurea semifasciata Hand.-Mazz.
374. Saussurea semilyrata Bureau & Franch.
375. Saussurea seoulensis Nakai
376. Saussurea septentrionalis Raab-Straube
377. Saussurea sericea Y.L.Chen & S.Yun Liang
378. Saussurea serratuloides Turcz.
379. Saussurea sessiliflora (Koidz.) Kadota
380. Saussurea shangrilaensis Y.S.Chen
381. Saussurea shiretokoensis Sugaw.
382. Saussurea shonaiensis Kadota
383. Saussurea sichuanica Raab-Straube
384. Saussurea sikkimensis Raab-Straube
385. Saussurea simpsoniana (Fielding & Gardner) Lipsch.
386. Saussurea sinuata Kom.
387. Saussurea sinuatoides Nakai
388. Saussurea smithiana Hand.-Mazz.
389. Saussurea sobarocephala Diels
390. Saussurea sordida Kar. & Kir.
391. Saussurea souliei Franch.
392. Saussurea sovietica Kom.
393. Saussurea spatulifolia Franch.
394. Saussurea spicata Kitam.
395. Saussurea splendida Kom.
396. Saussurea squarrosa Turcz.
397. Saussurea stafleuana Lipsch.
398. Saussurea stella Maxim.
399. Saussurea stolbensis Stepanov
400. Saussurea stoliczkae C.B.Clarke
401. Saussurea stricta Franch.
402. Saussurea stubendorffii Herder
403. Saussurea subacaulis (Ledeb.) Serg.
404. Saussurea × subgracilis K.Asano ex T.Shimizu
405. Saussurea subtriangulata Kom.
406. Saussurea subulata C.B.Clarke
407. Saussurea subulisquama Hand.-Mazz.
408. Saussurea sudhanshui Hajra
409. Saussurea sughoo C.B.Clarke
410. Saussurea sugimurai Honda
411. Saussurea sugongii S.W.Liu & T.N.Ho
412. Saussurea sunhangii Raab-Straube
413. Saussurea superba J.Anthony
414. Saussurea sutchuenensis Franch.
415. Saussurea sylvatica Maxim.
416. Saussurea tadshikorum Iljin & Gontsch.
417. Saussurea taipaiensis Ling
418. Saussurea tanakae Franch. & Sav. ex Maxim.
419. Saussurea tangutica Maxim.
420. Saussurea taraxacifolia (Lindl. ex Royle) Wall. ex DC.
421. Saussurea tatsienensis Franch.
422. Saussurea tenerifolia Kitag.
423. Saussurea thomsonii C.B.Clarke
424. Saussurea thoroldii Hemsl.
425. Saussurea tianshuiensis X.Y.Wu
426. Saussurea tibetica C.Winkl.
427. Saussurea tilesii (Ledeb.) Ledeb.
428. Saussurea tobitae Kitam.
429. Saussurea tomentosa Kom.
430. Saussurea tomentosella A.P.Khokhr.
431. Saussurea topkegolensis H.Ohba & S.Akiyama
432. Saussurea triangulata Trautv. & C.A.Mey.
433. Saussurea tridactyla Sch.Bip. ex Hook.f.
434. Saussurea triptera Maxim.
435. Saussurea tunglingensis F.H.Chen
436. Saussurea turgaiensis B.Fedtsch.
437. Saussurea ugoensis Kadota
438. Saussurea uliginosa Hand.-Mazz.
439. Saussurea umbrosa Kom.
440. Saussurea undulata Hand.-Mazz.
441. Saussurea uniflora (DC.) Wall. ex Sch.Bip.
442. Saussurea × uralensis Lipsch.
443. Saussurea uryuensis (Kadota) Kadota
444. Saussurea ussuriensis Maxim.
445. Saussurea variiloba Y.Ling
446. Saussurea veitchiana J.R.Drumm. & Hutch.
447. Saussurea velutina W.W.Sm.
448. Saussurea vestita Franch.
449. Saussurea vestitiformis Hand.-Mazz.
450. Saussurea virgata Franch.
451. Saussurea vvedenskyi Lipsch.
452. Saussurea vyschinii Barkalov
453. Saussurea wakasugiana Kadota
454. Saussurea wardii J.Anthony
455. Saussurea weberi Hultén
456. Saussurea wellbyi Hemsl.
457. Saussurea wenchengiae B.Q.Xu, G.Hao & N.H.Xia
458. Saussurea wernerioides Sch.Bip. ex Hook.f.
459. Saussurea wettsteiniana Hand.-Mazz.
460. Saussurea woodiana Hemsl.
461. Saussurea xiaojinensis Y.S.Chen
462. Saussurea yabulaiensis Y.Y.Yao
463. Saussurea yamagataensis Kadota
464. Saussurea yanagisawae Takeda
465. Saussurea yanagitae Kadota
466. Saussurea yubarimontana Kadota
467. Saussurea yukiuenoana Kadota
468. Saussurea yunnanensis Franch.
469. Saussurea zhuxiensis Y.S.Chen & Q.L.Gan